# Hilltop (Texas)
Hilltop è un census-designated place degli Stati Uniti d'America situato nella contea di Frio dello Stato del Texas.

## Geografia fisica
Hilltop è situata a 28°41′34″N 99°10′25″W (28.692830, -99.173601).
Secondo lo United States Census Bureau, ha un'area totale di 1,2 miglia quadrate (3,1 km²).

## Società

### Evoluzione demografica
Secondo il censimento del 2000, c'erano 300 persone, 83 nuclei familiari e 75 famiglie residenti nella città. La densità di popolazione era di 251,5 persone per miglio quadrato (97,3/km²). C'erano 101 unità abitative a una densità media di 84,7 per miglio quadrato (32,8/km²). La composizione etnica della città era formata dal 77,00% di bianchi, il 21,67% di altre razze, e l'1,33% di due o più etnie. Ispanici o latinos di qualunque razza erano il 90,00% della popolazione.
C'erano 83 nuclei familiari di cui il 57,8% aveva figli di età inferiore ai 18 anni, il 68,7% erano coppie sposate conviventi, il 15,7% aveva un capofamiglia femmina senza marito, e il 9,6% erano non-famiglie. Il 8,4% di tutti i nuclei familiari erano individuali e il 3,6% aveva componenti con un'età di 65 anni o più che vivevano da soli. Il numero di componenti medio di un nucleo familiare era di 3,61 e quello di una famiglia era di 3,81.
La popolazione era composta dal 36,7% di persone sotto i 18 anni, l'11,3% di persone dai 18 ai 24 anni, il 29,7% di persone dai 25 ai 44 anni, il 15,0% di persone dai 45 ai 64 anni, e il 7,3% di persone di 65 anni o più. L'età media era di 27 anni. Per ogni 100 femmine c'erano 106,9 maschi. Per ogni 100 femmine dai 18 anni in giù, c'erano 118,4 maschi.
Il reddito medio di un nucleo familiare era di 23.229 dollari, e quello di una famiglia era di 23.229 dollari. I maschi avevano un reddito medio di 16.250 dollari contro i 7.045 dollari delle femmine. Il reddito pro capite era di 7.269 dollari. Circa il 37,1% delle famiglie e il 50,0% della popolazione erano sotto la soglia di povertà, incluso il 73,0% di persone sotto i 18 anni di età e il 60,0% di persone di 65 anni o più.